# Hrabstwo Finney

Piramida wieku hrabstwa

Hrabstwo Finney – hrabstwo położone w USA w stanie Kansas z siedzibą w mieście Garden City. Założone 22 lutego 1883 roku.

## Miasta
- Garden City
- Holcomb

## Sąsiednie Hrabstwa
- Hrabstwo Scott
- Hrabstwo Lane
- Hrabstwo Ness
- Hrabstwo Hodgeman
- Hrabstwo Haskell
- Hrabstwo Gray
- Hrabstwo Grant
- Hrabstwo Kearny